# Mantia verde
Mantia verde (în engleză Greenmantle) este un roman din 1916 de John Buchan care a fost publicat prima dată de editura Hodder & Stoughton din Londra. Este continuarea romanului Cele treizeci și nouă de trepte din 1915.
În Mantia verde, Hannay este chemat să investigheze zvonurile despre o răscoală în lumea musulmană și începe o călătorie periculoasă prin teritoriul inamic pentru a-l întâlni pe prietenul său Sandy la Constantinopol. Odată ajunși acolo, el și prietenii săi trebuie să împiedice planurile germanilor de a folosi religia pentru a-i ajuta să câștige războiul, culminând cu bătălia de la Erzurum.